# Progetto Natick
Il progetto Natick è un progetto di ricerca condotto da Microsoft in collaborazione con Naval Group per testare la possibilità di installare data center nei fondali marini.
Al momento il progetto è composto da due fasi; la prima iniziò nell'agosto 2015 durante la quale il primo data center fu immerso approssimativamente ad un chilometro di distanza dalla costa pacifica della California; la seconda nel giugno 2018 quando Microsoft immerse un nuovo data center nel Mare del Nord in prossimità delle isole Orcadi, nel Regno Unito.

## Scopo
L'idea che sta alla base del progetto è di evitare, o quantomeno ridurre, i problemi legati alla costruzione e al mantenimento dei data center terrestri. L'assemblaggio di questi, infatti, è un processo lungo e costoso: dura circa due anni ed è influenzato da variabili come il costo del terreno su cui verrà posizionato, il costo dell'energia usata per mantenerlo attivo e per il suo raffreddamento. Il raffreddamento è un aspetto fondamentale dei data center, che normalmente comporta costi notevoli per il funzionamento degli impianti di refrigerazione per evitare il surriscaldamento dei computer al loro interno. Inoltre le temperature fluttuanti, che variano in un intervallo di oltre 38 °C in un singolo anno durante le stagioni, potrebbero comportare una riprogettazione del sistema di raffreddamento.
Un normale data center consuma circa più del 2% dell'energia totale generata da un'intera nazione e i costi stimati di raffreddamento (principalmente raffreddamento ad aria) si aggirano intorno a $ 1.4 bilioni. Inoltre, queste strutture possono consumare molta acqua. Questo accade poiché spesso viene utilizzata l'evaporazione per raffreddare l'aria prima di immetterla verso i server. Ciò può essere un problema in aree soggette a siccità, come la California, o dove una popolazione in crescita impoverisce le falde acquifere locali, come sta accadendo in molti paesi in via di sviluppo. Anche se l'acqua è comunque abbondante, l'aggiunta nell'aria di essa rende le apparecchiature elettroniche più soggette a corrosione.
In aggiunta, circa il 40% della popolazione mondiale vive entro 100 km dalla costa; di conseguenza le proprietà costiere sono molto più costose rispetto ai terreni nell'entroterra; questo è uno dei principali motivi per il quale i data center si trovano lontani dai centri abitati. Ciò comporta anche un rallentamento nella velocità del trasferimento dei dati.
Ben Cutler, uno dei membri del team del progetto Natick, sostiene che l'aspetto più importante di un data center subacqueo potrebbe essere la velocità di costruzione e installazione che risulta essere di circa tre mesi.
La presenza di un data center in prossimità della costa può essere un vantaggio anche per i clienti, poiché riducendo la lontananza da chi ne fa uso si riduce anche la latenza (tempo che occorre ad un pacchetto per spostarsi dalla sorgente alla destinazione).
Per quanto riguarda il raffreddamento, Natick usa due diversi scambiatori di calore i quali utilizzano acqua fredda come liquido di raffreddamento. Ovviamente, più l'acqua dell'oceano circostante è fredda, migliore sarà il funzionamento dell'impianto. Per poter avere accesso ad acque fredde durante l'estate o nei tropici, è sufficiente installare il data center ad una profondità adeguata. Ad esempio, a 200 m di profondità della costa est della Florida, l'acqua rimane costantemente a 15 °C per tutto l'anno.
Sean James, direttore del dipartimento di ricerca sull'energia di Microsoft, afferma che, oltre a ridurre tempi e costi di costruzione, i data center subacquei possono essere alimentati da energia rinnovabile, come l'energia maremotrice, l'energia del moto ondoso o l'energia eolica, che possono dimezzare i costi di infrastrutture e di funzionamento.

## Nascita del progetto
Tutto iniziò nel 2013 quando Sean James, un impiegato di Microsoft e veterano della marina statunitense, presentò un paper durante la ThinkWeek (una settimana in cui i team di Microsoft possono proporre idee e opinioni sul futuro della tecnologia) dove descrisse un data center subacqueo, alimentato da energia rinnovabile generata dall'oceano.
Norm Whitaker lesse l'articolo e creò un team per approfondire l'idea. Il primo incontro del team fu a Redmond nello stato di Washington. Il gruppo di ricercatori era composto da Eric Peterson, Spencer Fower, Norm Whitaker, Ben Cutler e Jeff Kramer.
A fine 2014 Microsoft decise di avviare il progetto Natick.

## Fase 1
La fase 1 iniziò nell'agosto 2015 con la costruzione del prototipo di capsula che contiene il data center, chiamata Leona Philpot (nome di un personaggio della saga Halo per Xbox). Il team lasciò Leona sul fondale marino per 105 giorni a soli 11 metri di profondità nell'oceano Pacifico nei pressi di San Luis Obispo, California, dove la temperatura dell'acqua oscilla tra i 14 e 18 °C.
Con un peso di 17 tonnellate, la sua forma e struttura prende ispirazione dai sottomarini. La capsula è ovale con angoli e spigoli ridotti al minimo per evitare il danneggiamento causato dall'acqua. Tale forma evita anche i problemi legati alla deformazione e danneggiamento delle apparecchiature dettate dalla pressione.
È stato osservato che anche l'ecosistema marino si è adattato rapidamente alla presenza del data center e ha persino iniziato ad abitarlo.
Il data center include server, uno scambiatore di calore, un sistema di raffreddamento e dei sensori di monitoraggio. Eric Peterson specifica che i server usati sono standard con delle piccole modifiche per adattarli all'ambiente sottomarino. I server sono contenuti in rack, attorniati dal sistema di raffreddamento per evitare il surriscaldamento dei computer. Il tutto è posto all'interno della capsula, ermeticamente chiusa, di dimensioni 3m x 2m. L'atmosfera all'interno è senza ossigeno, senza acqua e senza polvere, ambiente benigno per gli apparati elettronici che minimizza le problematiche di corrosione dei connettori. All'esterno è installato lo scambiatore di calore, il quale dissipa il calore interno al data center e simultaneamente viene raffreddato dall'acqua dell'oceano.
È stato dimostrato che è possibile mantenere i computer immersi nell'acqua alle stesse basse temperature che vengono raggiunte con i sistemi di raffreddamento normalmente utilizzati ma con molto meno uso di energia ed è stato constatato che il consumo energetico è più basso di qualsiasi altro tipo di data center.
Il data center è stato monitorato dall'ufficio nel campus di Microsoft a Redmond mentre un sub mensilmente lo ha monitorato in loco. Usando videocamere e molti altri sensori, sono stati registrati dati relativi alla temperatura, l'umidità, l'ammontare di energia consumata e la velocità di trasferimento dei dati per studiare se e come l'ambiente cambiasse nel luogo in cui la capsula era installata.
Dopo una serie di test con esito positivo, Leona Philpot fu recuperata e riportata a Redmond per ulteriori analisi e manutenzione.
In questa prima fase, i ricercatori di Microsoft dissero di aver studiato l'impatto che il data center poteva aver avuto nel fragile ambiente marino circostante; usando sensori acustici monitorarono se il suono emesso dal funzionamento del data center potesse essere sentito al di fuori del container, ma dimostrarono che tale rumore era minore di quello emesso dal camminare dei granchi nelle vicinanze di esso.
Un aspetto fondamentale del progetto fu inoltre evidenziare come la raccolta di energia creata dal movimento delle onde permette di non aggiungere nuova energia all'oceano, non causando di conseguenza il riscaldamento dell'acqua circostante, se non in misura irrilevante.
Per il fatto che i risultati del progetto furono promettenti, si decise di proseguire con gli esperimenti e di iniziare a costruire un nuovo data center di maggiori dimensioni.

## Fase 2
Per la seconda fase di questo progetto, Microsoft si affidò a pionieri nel campo dell'energia elettrica rinnovabile e nuove tecnologie sottomarine vennero usate con l'obiettivo di costruire un data center subacqueo autosufficiente. Naval Group fu il partner selezionato per definire design, fabbricazione e assemblaggio.
Il primo giugno 2018 la capsula Northern Isles è stata inaugurata presso l'European Marine Energy Centre (EMEC), nelle Isole Orcadi. L'EMEC è un sito di prova per turbine sperimentali di marea e convertitori di energia del moto ondoso, che produce sufficiente energia elettrica tanto da fornire ai residenti delle isole il 100% di energia rinnovabile. Il nuovo data center riceve energia elettrica da un cavo che richiede circa un quarto di megawatt/ora di potenza, se in funzione a piena capacità. Microsoft ed EMEC sono vicini alla realizzazione di un data center autosufficiente dal punto di vista energetico; questo permette di portare servizi cloud in luoghi con energia elettrica inaffidabile, creare data center in grado di rispondere rapidamente alla domanda del mercato (come durante un disastro naturale o eventi speciali) e, inoltre, la possibilità di eliminare costosi generatori di backup.
Questo nuovo data center, composto da dodici rack per un totale di 864 server, è più grande del precedente e misura 12,2m x 3,2m. È stato assemblato e testato nel nord della Francia, a Brest. Successivamente è stato trasferito, su un camion a pianale ribassato, in Scozia. Prima di essere installato sul fondo del mare, è stato fissato ad una base triangolare, in modo da essere più stabile. Il compito più complesso è stato quello di immergere la capsula, infatti sono stati usati dieci argani, una gru, una chiatta a portale e un veicolo che opera a distanza, usato il cablaggio dei cavi ottici e di alimentazione.
L'8 giugno 2018, una volta immersa la capsula, il comando operativo viene spostato alla stazione di terra dell'EMEC.
Northern Isles è considerato un data center che opera e fornisce gli stessi servizi di qualsiasi altro data center terrestre di Microsoft.
L'intento di Microsoft è quello di tenere il data center in funzione per almeno cinque anni, che è in pratica la durata stimata di vita prevista dei computer contenuti all'interno. Dopo ogni ciclo di distribuzione di 5 anni, il data center subacqueo sarà recuperato, ricaricato con nuovi computer e riassegnato.
La durata di vita di Northern Isles si suppone possa essere di almeno 20 anni. Il data center è progettato per essere recuperato e riciclato dopo il suo ciclo di vita.